# 最後の喫煙者
『最後の喫煙者』（さいごのきつえんしゃ）は、筒井康隆の短編SF小説。1987年（昭和62年）9月発売の『小説新潮』10月号において発表された。

## 作品概要
国会議事堂の頂きに座り込み、地球上で『最後の喫煙者』になった小説家が、それまでに起きた嫌煙権運動を振り返る。愛煙家・喫煙者差別が魔女狩りレベルの排斥運動となって大きな騒動となりヒステリックに過激化していく様子を、主人公である小説家の視点から描いている。
発表当時『健康ファシズム』という表現で行われているが、煙草屋が村八分にされ、世界保健機関に人権擁護局や赤十字・マスメディア・国民・嫌煙権団 (KEK) と称する団体が、煙草屋や愛煙家の家に対して放火・殺人を始めていき、喫煙者を問答無用で脅迫・私刑にし、警察および自衛隊といった存在までもがタバコ及び喫煙を排斥する側に回っていく様子を記述し、風刺している。筒井曰く「オーウェル『一九八四年』の煙草版」。
この短編が発表されると、「喫煙規制問題を考える会」という反嫌煙権運動の団体から筒井へ会長就任を要請する反響があったという。
1990年刊行の短編集『冬のコント・夜のコント』に収録され、1994年に新潮文庫に。2002年に新潮文庫から再編集で出版された「自選ドタバタ傑作集1」で表題作となった。

## 作者の意図
現在の「禁煙ファシズム」においても、全体主義的な禁煙・嫌煙・嫌煙権運動への批判として、この作品が引き合いに出されることが多い。その後も筒井は自身のコラムや作品中で、嫌煙・禁煙運動について批判的に触れていたが、2021年のインタビューでは「嫌煙運動ってまだあるの」と質問する程度の関心になっていた。

## メディア展開
1995年にフジテレビ『世にも奇妙な物語 '95冬の特別編』にてテレビドラマ化、放送された。主演は林隆三。筒井康隆自身も作家役として出演している。
2008年には英国放送協会（BBC）からラジオドラマ化の話があり、2009年に放送予定だったという。
2010年（平成22年）、iTunes Storeオーディオブックとして、ことのは出版からダウンロード販売されている。朗読は安原義人、27分。